# Leśnica (stacja kolejowa)
Leśnica – nieczynna stacja kolejowa w miejscowości Leśnica, w województwie opolskim, w powiecie strzeleckim, w gminie Leśnica, w Polsce.